# Marino Cattedra
Marino Cattedra (Bitritto, 15 de febrero de 1965) es un deportista italiano que compitió en judo. Ganó una medalla de bronce en el Campeonato Europeo de Judo de 1991 en la categoría de –60 kg.
Participó en dos Juegos Olímpicos de Verano en los años 1988 y 1992, su mejor actuación fue un noveno puesto logrado en Barcelona 1992 en la categoría de –60 kg.

## Palmarés internacional
| Campeonato Europeo | Campeonato Europeo     | Campeonato Europeo | Campeonato Europeo |
| Año                | Lugar                  | Medalla            | Categoría          |
| ------------------ | ---------------------- | ------------------ | ------------------ |
| 1991               | Praga (Checoslovaquia) | Medalla de bronce  | –60 kg             |